# جرالد کوئنت
جرالد کوئنت (انگلیسی: Gerald Quennet؛ زادهٔ ۱۱ دسامبر ۱۹۷۳) بازیکن فوتبال است.
وی همچنین در تیم ملی فوتبال تاهیتی بازی کرده‌است.